# Stjepan Ljubić
Stjepan Ljubić (* 11. August 1906 in Virje; † 14. August 1986 in Zagreb) war ein jugoslawischer Radrennfahrer.

## Sportliche Laufbahn
Ljubić war Teilnehmer der Olympischen Sommerspiele 1928 in Amsterdam. Im olympischen Straßenrennen wurde er beim Sieg von Henry Hansen 48. Die jugoslawische Mannschaft belegte mit Ljubić, Josip Šolar, Antun Banek und Josip Škrabl in der Mannschaftswertung den 12. Platz.
Er war Kroate und startete für die jugoslawische Nationalmannschaft. 1928 wurde er hinter Antun Banek Vize-Meister im Straßenrennen Jugoslawiens, ebenso wie 1933 als Stjepan Grgac siegte. 1937 wurde er Dritter im Meisterschaftsrennen.
Von 1936 bis 1938 war er Berufsfahrer, 1938 fuhr er für das deutsche Radsportteam Dürkopp. 1936 startete er bei der Tour de France mit seinen drei Teamkameraden Stjepan Grgac, Rudolf Fiket und Franc Abulnar in der Nationalmannschaft Jugoslawiens, schied aber auf bereits auf der 3. Etappe nach Überschreitung der Karenzzeit aus dem Rennen aus. 1938 fuhr er die Internationale Deutschland-Rundfahrt und war Helfer von Otto Weckerling. In der Rundfahrt schied er aus.